# Portimão
Portimão és un municipi portuguès, situat al districte de Faro, a la regió d'Algarve i a la subregió de l'Algarve. L'any 2007 tenia 49.330 habitants. Limita al nord amb Monchique, a l'est amb Silves i Lagoa, a l'oest amb Lagos i al sud amb l'oceà Atlàntic.
Inclou les freguesies d'Alvor, Mexilhoeira Grande i Portimão.

## Personatges il·lustres
- Nuno Júdice, escriptor